# Johannes Gottschick
Johannes Friedrich Gottschick, född den 23 november 1847, död den 3 januari 1907, var en tysk teolog.
Gottschick blev 1882 professor i praktisk teologi i Giessen, 1892 i Tübingen. Han författade bland annat Schleiermachers Verhältnis zu Kant (1875), Luther als Katechet (1883), Die Bedeutung der historisch-kritischen Schriftforschung für die evangelische Kirche (1892; "Den historisk-kritiska skriftforskningens betydelse för den evangeliska kyrkan", 1894) och Theologische Wissenschaft und Pfarramt (1895) samt utgav från 1891 tidskriften "Zeitschrift für Theologie und Kirche", organ för den efter Ritschl uppkallade riktningen. Efter hans död utkom Ethik (1907).